# Ommata lauraceae
Ommata lauraceae là một loài bọ cánh cứng trong họ Cerambycidae.